# Skrzydlik grzebieniasty
Skrzydlik grzebieniasty (Fissidens dubius P. Beauv.) – gatunek mchu należący do rodziny skrzydlikowatych (Fissidentaceae). 

## Rozmieszczenie geograficzne
Występuje w Ameryce Północnej (Kanada, Stany Zjednoczone, Meksyk), na Karaibach, w Ameryce Centralnej, Europie, Azji i wyspach Pacyfiku. W Polsce podawany m.in. z pasma Gorców i Bieszczadów Zachodnich.

## Biologia i ekologia
Gatunek wieloletni, dwupienny lub jednopienny. Na obszarze Bieszczadów Zachodnich nie obserwowano sporogonów.
Gatunek światłolubny, mezofilny i kalcyfilny. Preferuje siedliska wilgotne, rośnie na skałach, w zbiorowiskach przypotokowych, w lasach i fitocenozach epilitycznych powyżej górnej granicy lasu. W Bieszczadach Zachodnich występuje do wysokości 1281 m n.p.m.

## Systematyka i nazewnictwo
Synonimy: Fissidens circinans Müll. Hal., Fissidens cristatus Wilson & Mitt., Fissidens decipiens De Not., Fissidens floridanus Lesq. & James, Fissidens rupestris Wilson, Fissidens savatieri (Besch.) Paris.

## Zagrożenia i ochrona
Stanowiska gatunku występują w Polsce na obszarach chronionych w obrębie Bieszczadzkiego Parku Narodowego oraz Gorczańskiego Parku Narodowego. W Bieszczadach gatunek uznano za bliski zagrożeniu (kategoria NT).